# قاچاق جنسی در مالزی

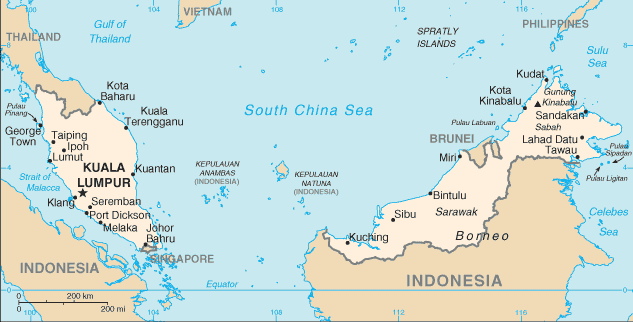
شهروندان مالزیایی و قربانیان خارجی به منظور قاچاق جنسی به داخل و خارج از تمام شهرهای بزرگ، ایالت‌ها و مناطق فدرال مالزی منتقل می‌شوند. آن‌ها در فاحشه‌خانه‌ها، منازل و مکان‌های مختلف کاری و تجاری در این مناطق اداری مورد تجاوز و آزارهای جسمی و روانی قرار می‌گیرند.

قاچاق جنسی در مالزی نوعی قاچاق انسان با هدف استثمار و بردگی جنسی است که در این کشور رخ می‌دهد. مالزی هم به عنوان مبدأ، هم مقصد و هم مسیر ترانزیت برای قاچاق جنسی شناخته می‌شود.
قربانیان قاچاق جنسی در مالزی از تمامی گروه‌های قومی این کشور و همچنین اتباع خارجی هستند. کودکان، افراد ساکن مناطق روستایی یا فقیر، اقلیت‌ها، مهاجران و پناهندگان در معرض خطر بیشتری قرار دارند. شهروندان مالزیایی، به‌ویژه زنان و دختران، به کشورهای دیگر در آسیا و سایر قاره‌ها قاچاق شده‌اند. بسیاری از آن‌ها به اجبار وارد فحشا، ازدواج اجباری و کار اجباری می‌شوند. قربانیان تحت تهدید و آزار جسمی و روانی قرار می‌گیرند و در اثر تجاوز، دچار بیماری‌های مقاربتی می‌شوند. برخی نیز مجبور به حضور در فیلم‌های مستهجن آنلاین می‌شوند. عاملان این جرایم اغلب عضو باندهای تبهکاری هستند یا با آن‌ها همکاری می‌کنند. و به‌طور فزاینده‌ای از اینترنت برای فریب قربانیان استفاده می‌کنند. 
دولت مالزی به دلیل نحوه برخورد با قاچاق جنسی مورد انتقاد قرار گرفته است. فساد و مصونیت از مجازات در این کشور گسترده است و برخی از مقامات و نیروهای پلیس در این جرایم دست داشته‌اند. نیروهای اجرای قانون نیز در برخی موارد نتوانسته‌اند قربانیان و نشانه‌های قاچاق را شناسایی کنند و این موارد را به‌عنوان نقض قوانین مهاجرتی در نظر گرفته‌اند. با اینکه برخی اقدامات ضد قاچاق، مانند پخش پیام‌های خدمات عمومی، انجام شده است، اما پیشرفت در این زمینه به دلیل ضعف در مدیریت مرزی، حمایت ناکافی از قربانیان، اجرای ضعیف قوانین، نرخ پایین محکومیت و سایر عوامل، محدود بوده است.